# Adro do Bom Jesus

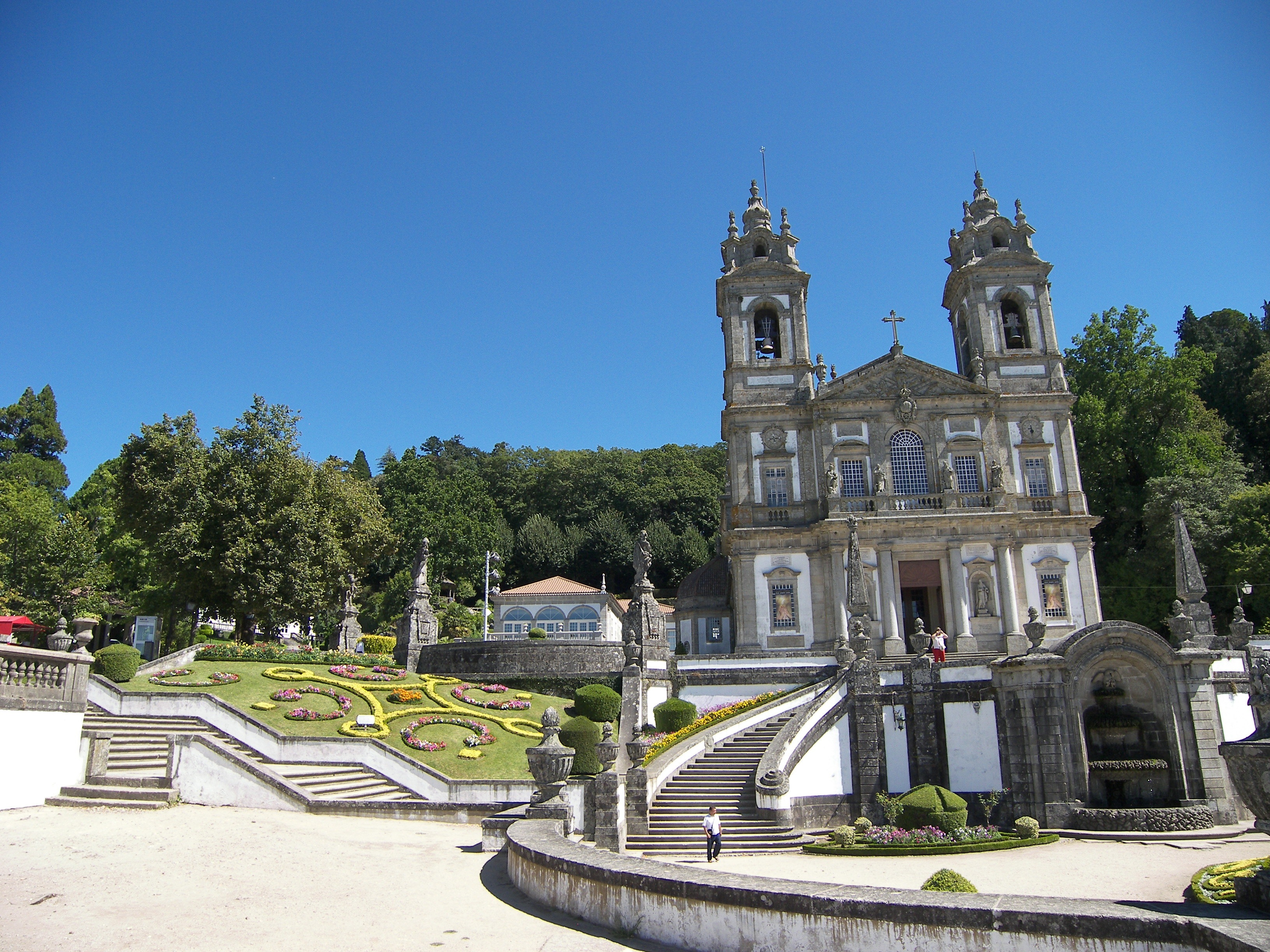
Igreja do Bom Jesus, Braga: aspecto do adro.

O Adro do Bom Jesus localiza-se no Santuário do Bom Jesus do Monte, na freguesia de Tenões, na cidade e município de Braga, distrito de mesmo nome, em Portugal.
Está situado entre a Basílica do Bom Jesus e o Terreiro de Moisés. Está decorado com as estátuas de oito personagens bíblicos ligados à Paixão de Cristo:
- do lado sul, Anás, Caifás, Herodes e Pilatos; e
- do lado norte, José de Arimateia, Nicodemos, Centurião e Pilatos.

## Lado sul
As estátuas do lado sul referem-se às ignomínias que Cristo sofreu da casa de Anás para a de Caifás e de Herodes até à condenação na de Pilatos.

### Anás
A primeira das estátuas representa Anás enviando Cristo para Caifás, com a inscrição "Annaz. Et misit eum Annas Ligatum Ad Caipham Pontificem. Joan. Cap 18 v. 24." ("E Anás o mandou manietado ao pontífice Caifás.")

### Caifás
A estátua de Caifás, em frente de Anás, rasgando as vestes tem a inscrição: "Caiphaz... Scidit vestimenta sua dicens blasphemavit. Math. Cap 26 v. 65." ("Rasgou as vestes dizendo: Blasfemou.")

### Herodes
Herodes está representado com os braços estendidos para Pilatos, que lhe fica ao lado. A inscrição reza: "Herodes. Et illusit indutum veste alba, et remisit ad Pilatum. Luc. Cap 23 v. 11" ("Herodes. E fez escárnio dele, mandando-o vestir com uma veste branca, tornando-o a enviar a Pilatos.")

### Pilatos
A última estátua representa Pilatos a entregar o título que seria colocado sobre a cruz. Tem a inscrição "Pilatos Governador de Judeia. Tradidit eis illum, ut crucifigeretur... scripsit autem et titulum... Hebraice, Graece et Latine. Joan. Cap. 19 vv 16, 19, 20." ("...entregou-lho para que fosse crucificado... e escreveu um título... em hebraico, grego e latim.")

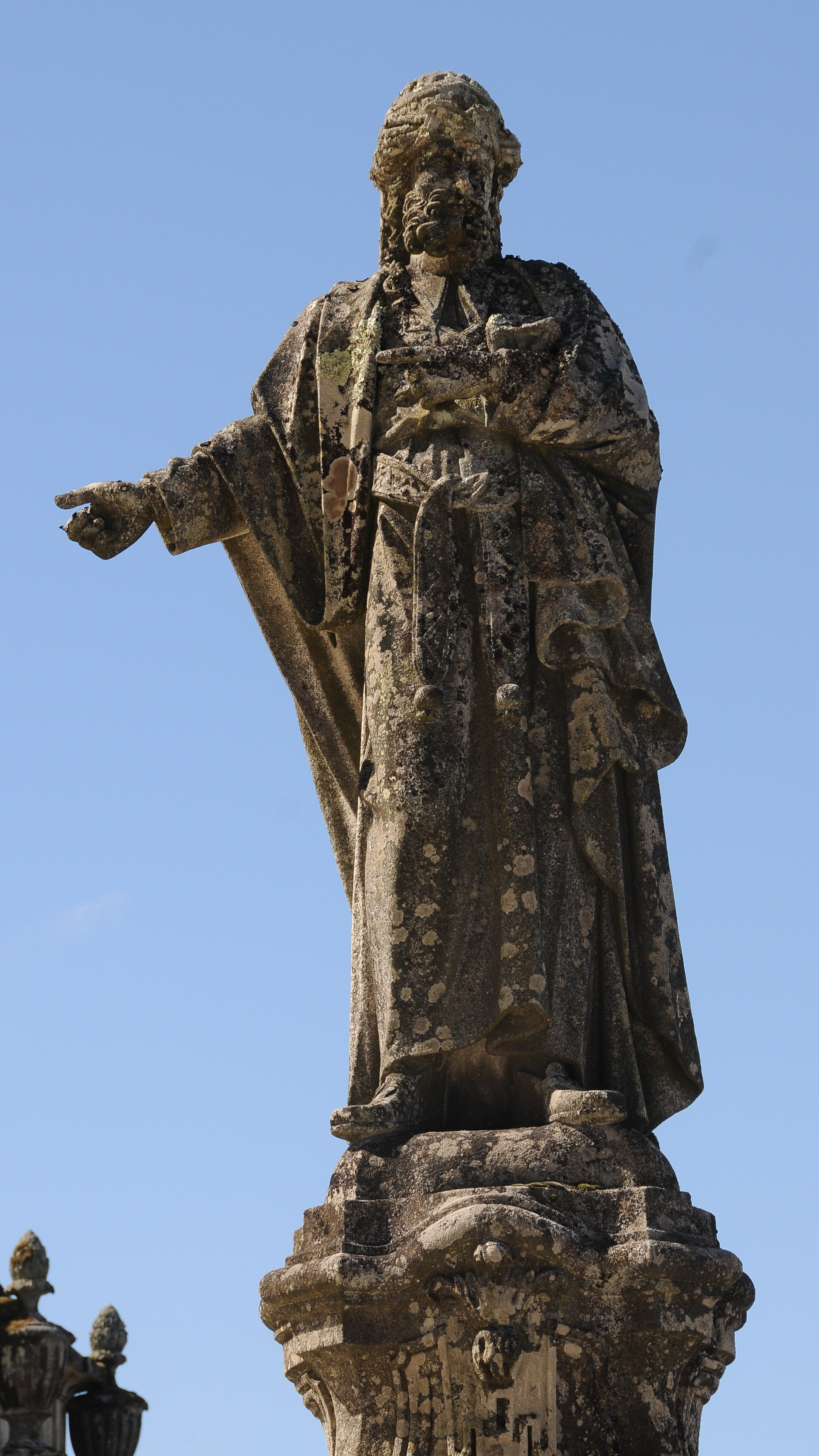
Anás
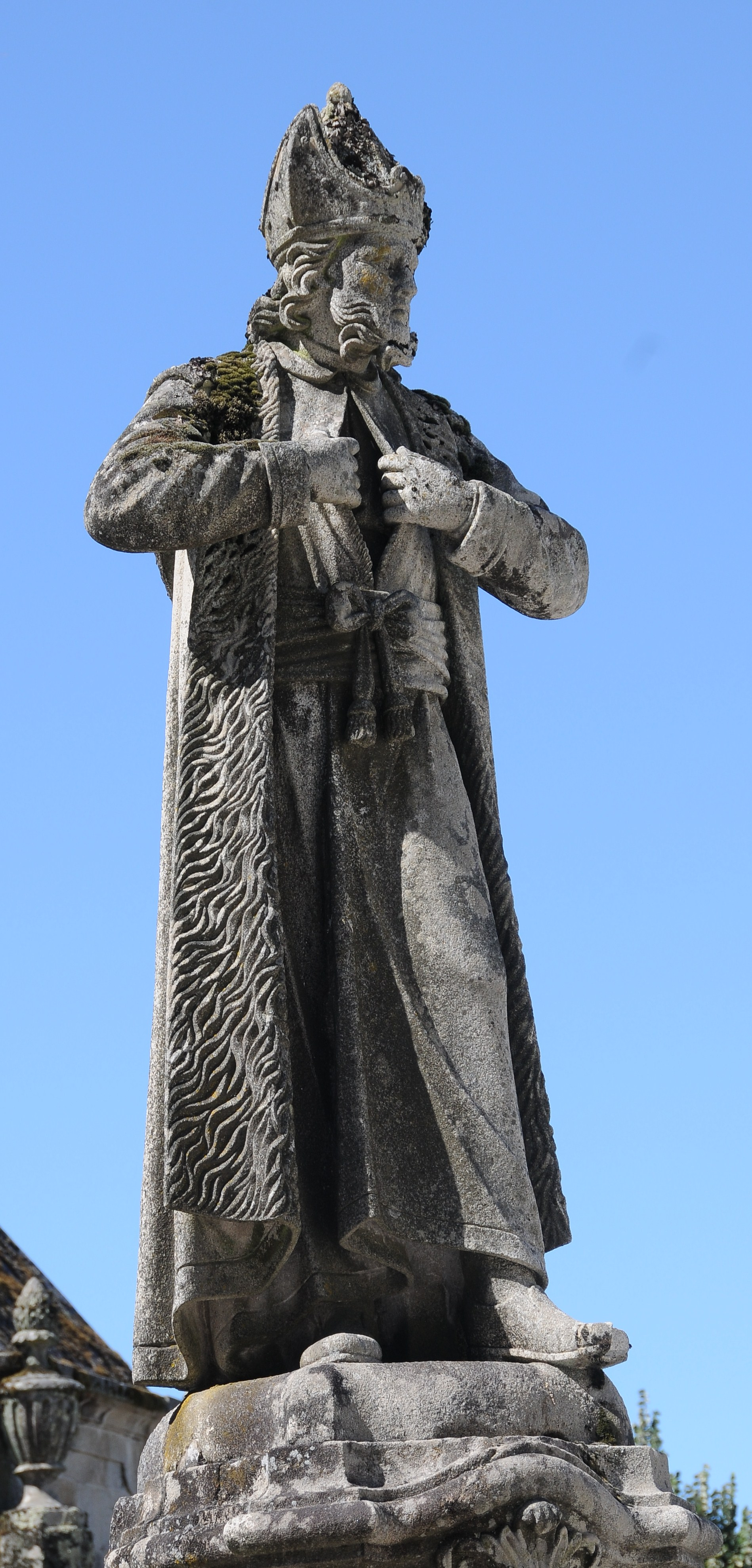
Caifás
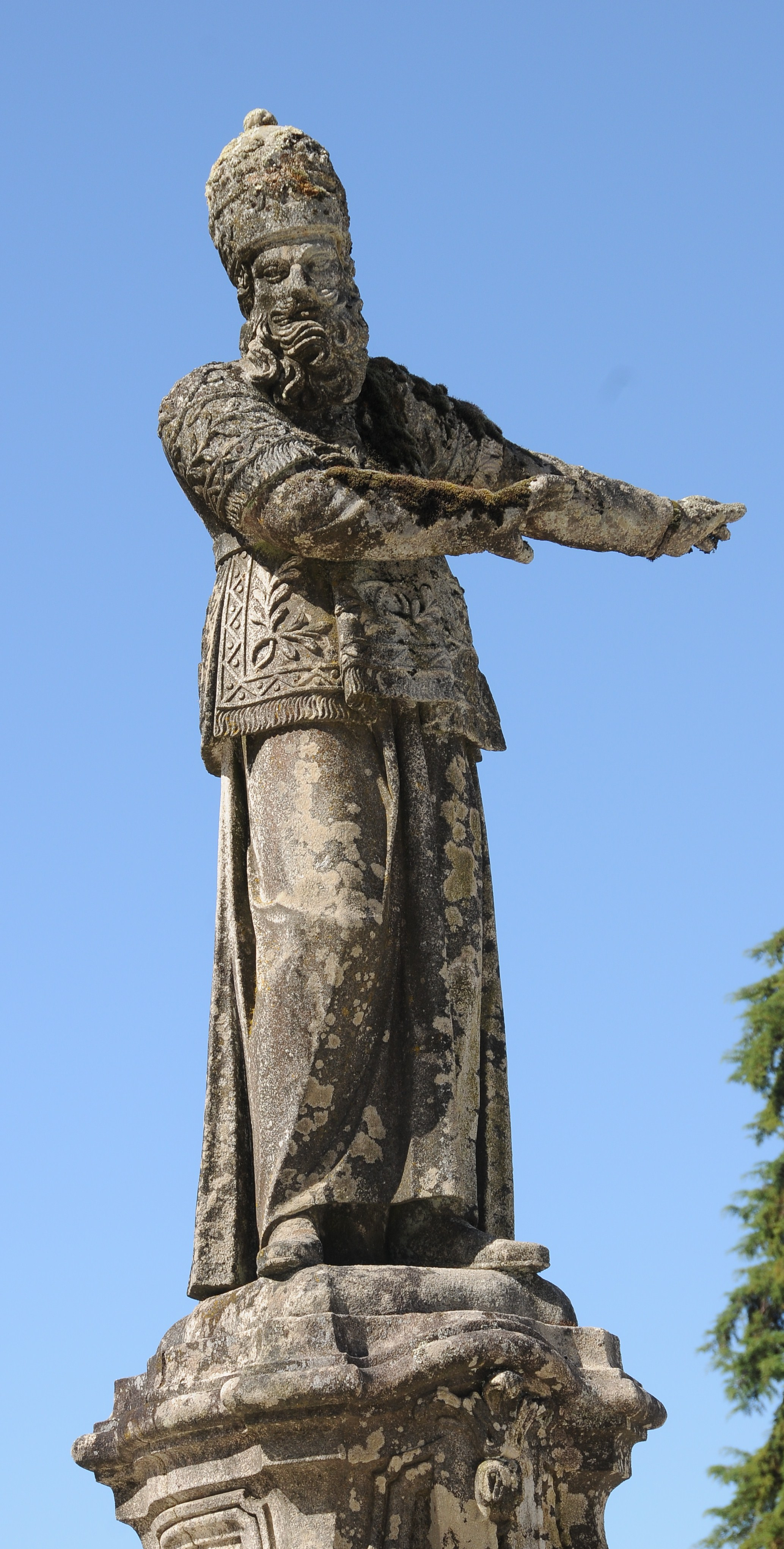
Herodes
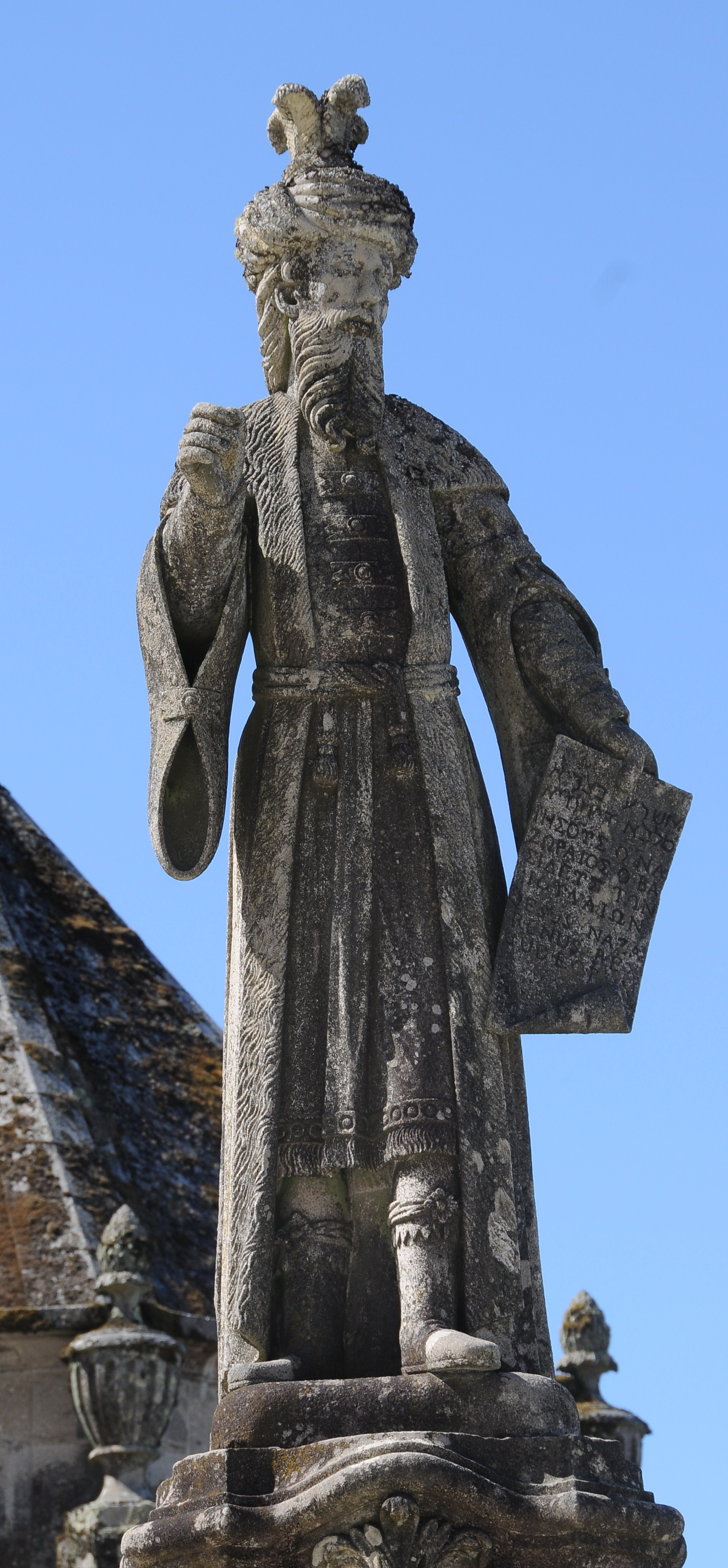
Pilatos

## Lado norte
As estátuas do lado norte foram oferecidas ao santuário pelo benfeitor Manuel Rebelo da Costa. Representam uma das cenas que se seguiram à morte de Jesus Cristo. José de Arimateia apresenta a petição do corpo de Jesus. Pilatos, duvidoso de que já tivesse morrido, pede o testemunho do Centurião, que confirma a morte, e concede então a José de Arimateia e a Nicodemos o corpo, que eles embalsamam.

### José de Arimateia
A estátua tem a inscrição: "Joseph de Arimatheia. Hic accessit ad Pilatum et petiit corpus Jesu. Luc. Cap. 23 v. 52." ("Este foi ter com Pilatos e pediu-lhe o corpo de Jesus.")

### Pilatos
Em frente de José de Arimateia encontra-se Pilatos, recebendo a petição, com a inscrição: "Pilatos governador de Judeia. Tung Pilatus jussit reddy corpus. Math. Cap. 27 v. 58." ("Então Pilatos mandou que se lhe desse o corpo.")

### Centurião
Ao lado, o centurião, de escudo e lança, tem o dístico: "Centurião. Et cum cognovisset a centurione, donavit corpus Joseph. Marc. Cap. 15 v. 45." ("E como o soubesse do centurião, deu o corpo a José.")

### Nicodemos
Nicodemos, com uma taça na mão esquerda tem a inscrição: "Nicodemos. ... Ferens misturam mirrhae et aloes quasi libras centum. Joan. Cap. 19 v. 39." ("Trazendo uma mistura de quase cem libras de mirra e aloé.")

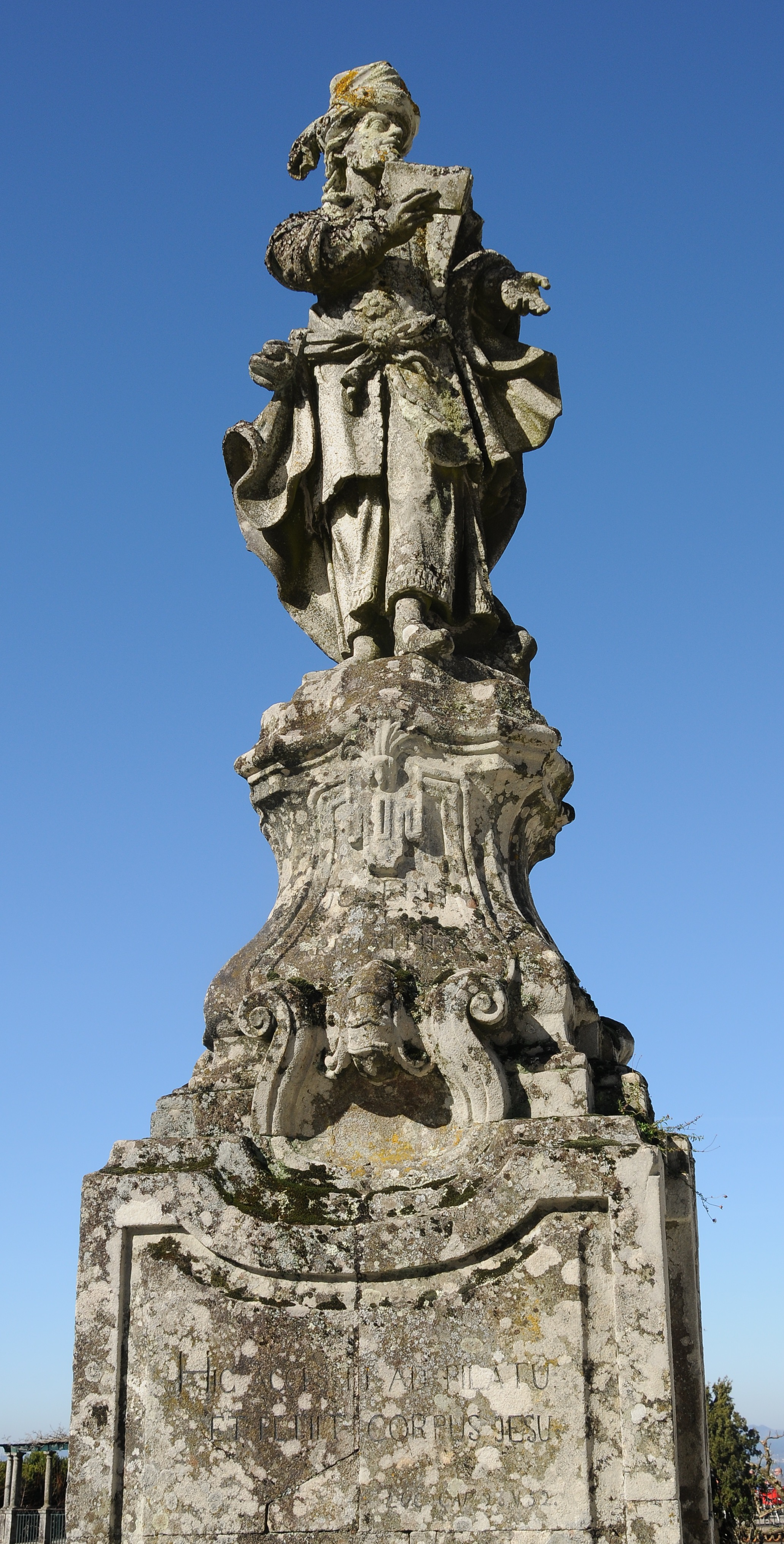
José de Arimateia
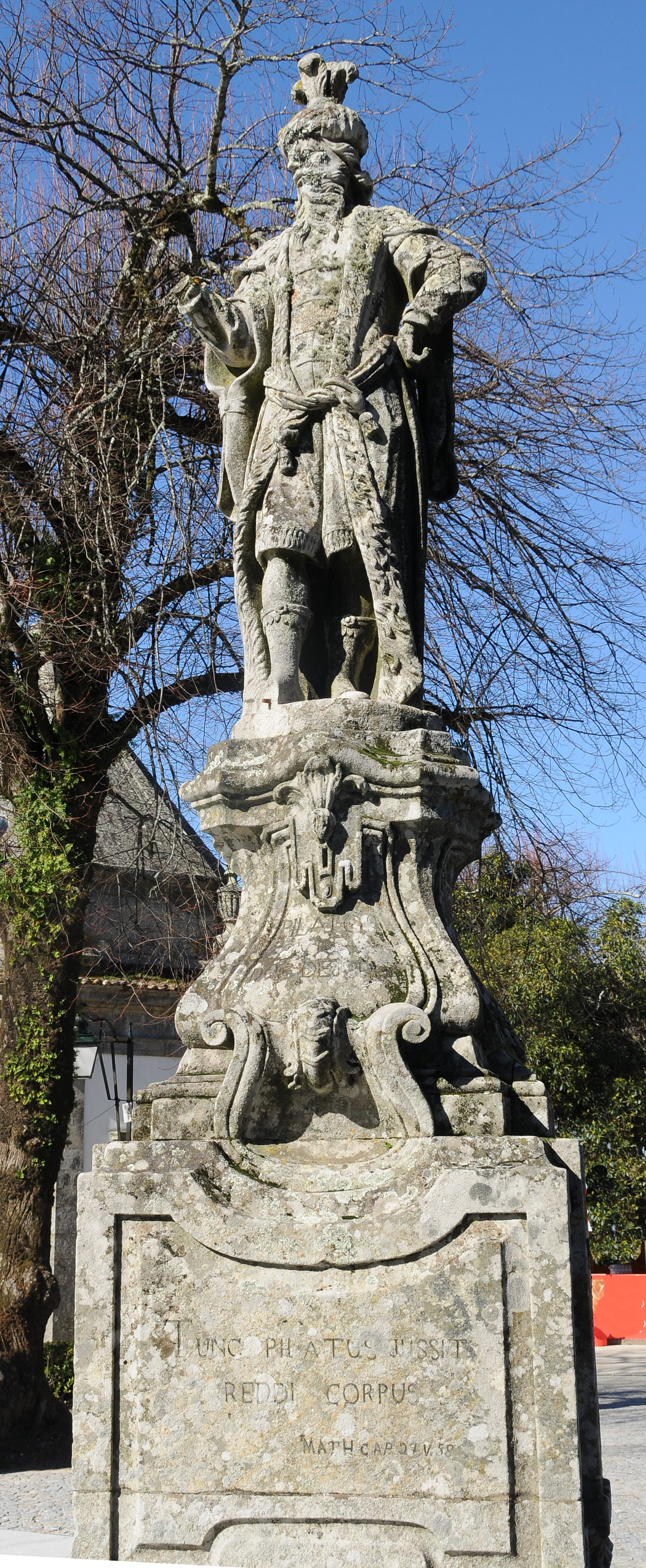
Pilatos
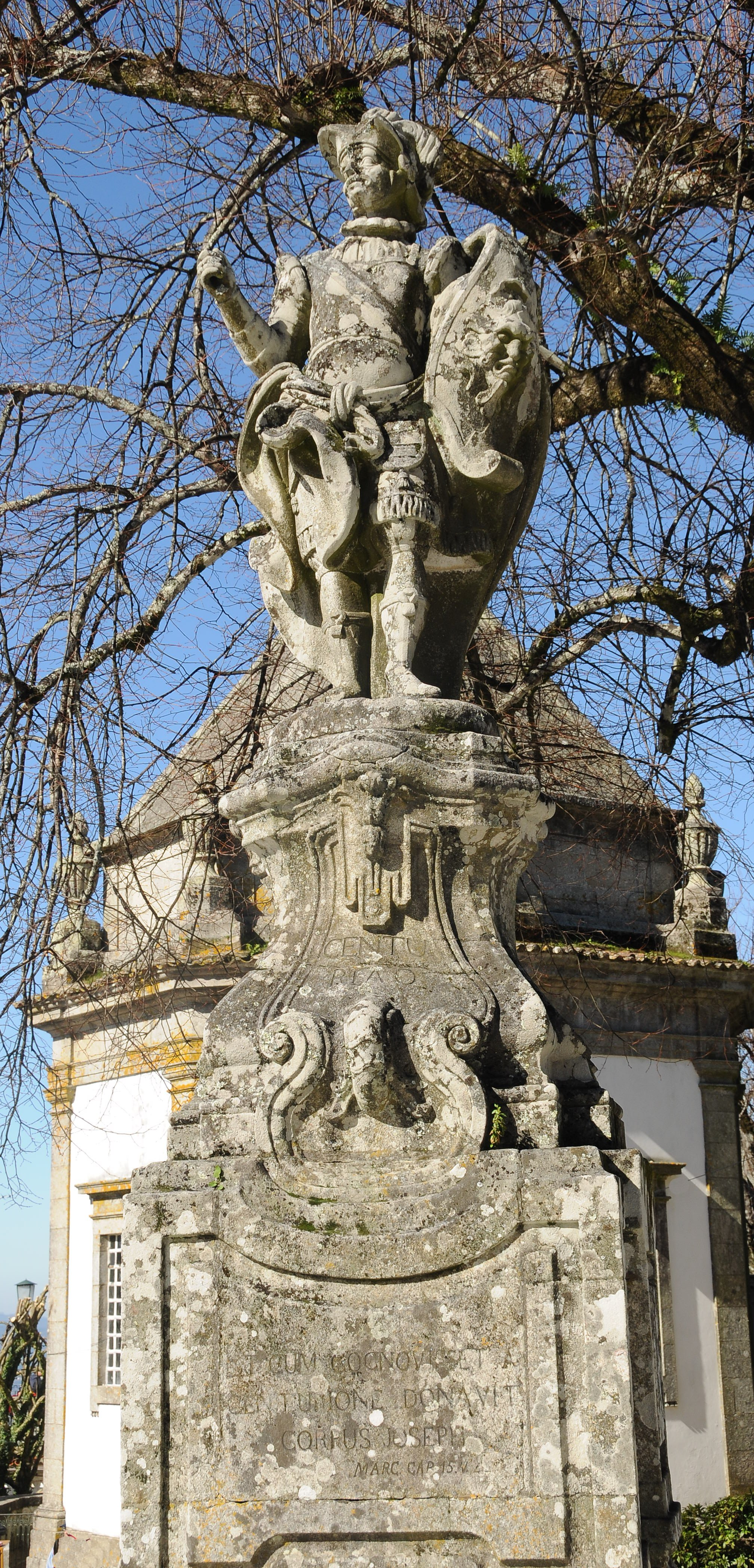
Centurião
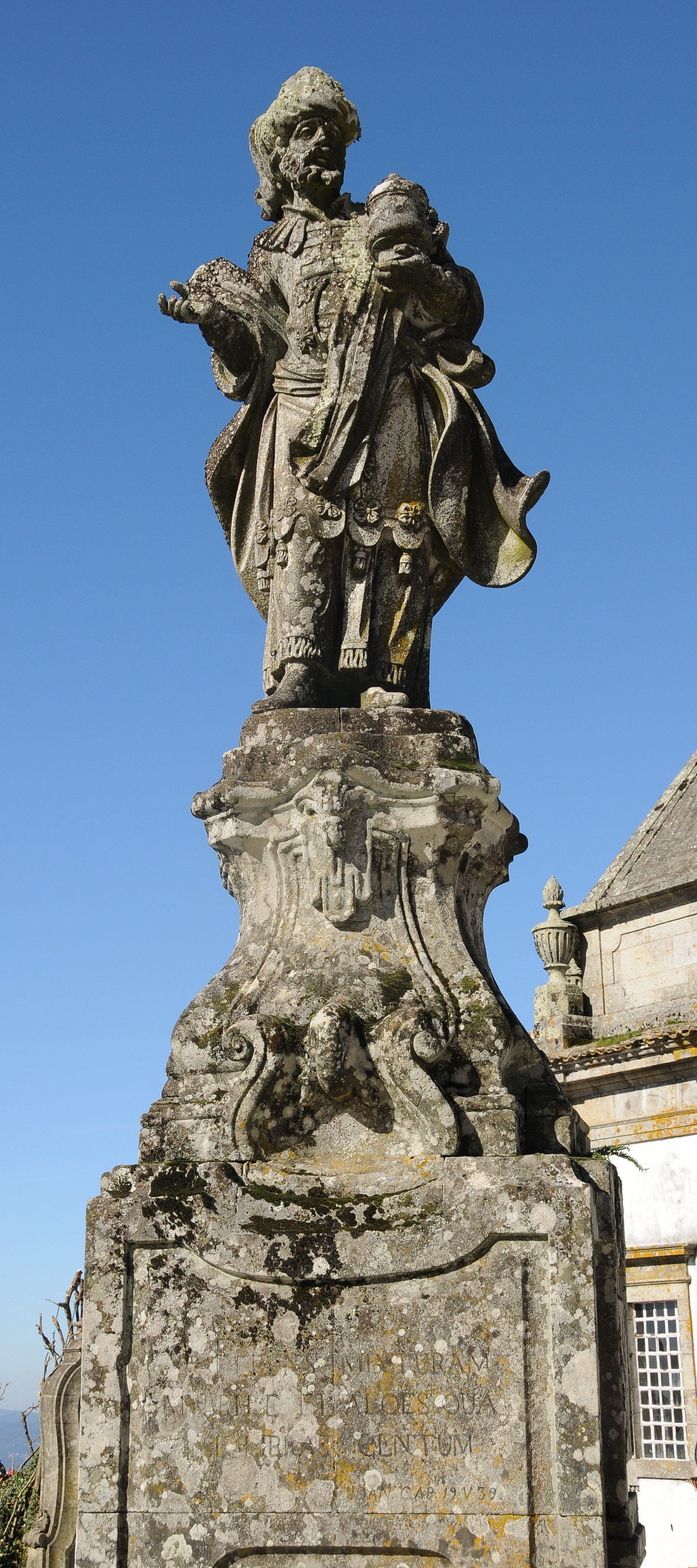
Nicodemos